# مرکز تحقیقات بیوشیمی و بیوفیزیک دانشگاه تهران
مرکز تحقیقات بیوشیمی و بیوفیزیک دانشگاه تهران (آی.بی.بی-IBB) یک پژوهشگاه بنیادی در زمینه علوم سلولی و مولکولی در ایران است.

## تاریخچه
مرکز تحقیقات بیوشیمی و بیوفیزیک دانشگاه تهران (آی.بی.بی - IBB) در سال ۱۳۵۴ به‌منظور انجام پژوهش‌های بنیادی در زمینه علوم سلولی و مولکولی و در راستای تأمین نیروی انسانی متخصص کشور و همچنین تولید و گسترش مرزهای دانش تأسیس شد. نخست، این مرکز تنها دارای یک گروه آموزشی با نام زیست‌شناسی سلولی و مولکولی بود که پس از آن به سه گروه آموزشی بیوشیمی، بیوفیزیک و بیوانفورماتیک تبدیل شد. نخستین دوره کارشناسی ارشد بیوشیمی و بیوفیزیک به ترتیب در سال‌های ۱۳۶۵ و ۱۳۶۹ دایر شد و در اردیبهشت‌ماه سال ۱۳۸۱ به دو گروه آموزشی مستقل بیوشیمی و بیوفیزیک تبدیل شد. در سال ۱۳۸۴ دوره دکترای بیوانفورماتیک دایر شد. اینک این مرکز شامل سه بخش بیوشیمی، بیوفیزیک و بیوانفورماتیک با مجموع ۲۰ عضو هیئت علمی تمام‌وقت بوده که ۱۰ عضو از آن‌ها استاد تمام می‌باشد و همچنین ۳۵ کارمند اداری و کارشناس در این مرکز مشغول به‌کار می‌باشند. مرکز شامل ۱۷ آزمایشگاه تخصصی پیشرفته، یک آزمایشگاه تجهیزات عمومی، کتابخانه مجهز، پایگاه رایانه‌ای، رستوران، گل‌خانه و حیوان‌خانه است. مرکز تحقیقات بیوشیمی و بیوفیزیک یک مرکز تحقیقاتی پیشرفته برای تربیت دانشجویان تحصیلات تکمیلی، پسادکتری، پژوهشگران داخلی و بین‌المللی است.

## گروه‌های آموزشی
نخست این مرکز فقط دارای گروه آموزشی "زیست‌شناسی سلولی و مولکولی" بود که پس از مدتی به سه گروه بیوشیمی، بیوفیزیک و بیوانفورماتیک تبدیل شد. نخستین دوره کارشناسی ارشد بیوشیمی و بیوفیزیک به ترتیب در سال‌های ۱۳۶۵ و ۱۳۶۹ دایر شد و در اردیبهشت‌ماه ۱۳۸۱ به دو گروه مستقل بیوشیمی و بیوفیزیک تبدیل شد. در سال ۱۳۸۴ نیز دورۀ دکترای بیوانفورماتیک دایر شد.

### فعالیت‌های پژوهشی
بسیاری از مقالات و کتب منتشر شده این مرکز هر ساله بازتاب داخلی و خارجی دارد. به‌علاوه استادان و محققان بسیاری از اقصی نقاط جهان مانند آمریکا، فرانسه، آلمان، ژاپن، روسیه و غیره برای فرصت‌های مطالعاتی و تحقیقاتی به این مرکز می‌آیند. مرکز بیوشیمی و بیوفیزیک با شماری از مراکز خارج از ایران همکاری داشته و تحقیقاتی را انجام می‌دهد.

### امکانات آموزشی و پژوهشی
مرکز تحقیقات بیوشیمی و بیوفیزیک شامل ۱۹ آزمایشگاه تخصصی، یک آزمایشگاه تجهیزات عمومی، کتابخانه، گلخانۀ تحقیقاتی، حیوانخانه و رستوران می‌باشد.

### ترکیب اعضاء
این مرکز شامل ۳ بخش بیوشیمی، بیوفیزیک و بیوانفورماتیک با مجموع ۱۸ نفر عضو هیئت علمیِ تمام وقت است که ۱0 نفر آن‌ها استاد تمام هستند. همچنین کادر اداری مرکز نیز شامل ۳۰ نفر کارمند و کارشناس می‌باشد که در بخش‌های آموزشی، پژوهشی و آزمایشگاه‌ها مشغول فعالیت می‌باشند. هم اکنون پروفسور علی اکبر موسوی موحدی ریاست این مرکز را برعهده دارد.

## فعالیت‌های ملی و بین‌المللی مرکز تحقیقات بیوشیمی و بیوفیزیک
- وابسته به آکادمی علوم جهان (TWAS)[۱۱] در ایران

- کرسی‌های یونسکو در تحقیقات میان‌رشته‌ایِ دیابت (UCIRD)[۱۲]

- نمایندگی اتحادیه بین المللی بیوشیمی و زیست شناسی مولکولی (IUBMB)[۱۳]

- نماینده فدراسیون بیوشیمی‌دانان و زیست‌شناسان مولکولی آسیا و اقیانوسی (FAOBMB)[۱۴]

- قطب علمی کشور در بیوترمودینامیک (CEBiotherm)[۱۵]

- دبیرخانۀ "انجمن بیوشیمی فیزیک ایران" (ISOBC)[۱۶]

- دبیرخانۀ "انجمن بیوانفرماتیک ایران" (IBIS)[۱۷]

- عضو شبکه آزمایشگاه‌های نانو کشور